# Wolfgang Thaler (Fotograf)
Wolfgang Thaler (* 1969 in Salzburg) ist ein österreichischer Architekturfotograf. Schwerpunkt seiner Arbeit ist zeitgenössische Architektur ab 1950. Sein besonderes Interesse gilt dem osteuropäischen Raum.

## Leben
Der Sohn von Helga und Eduard Thaler machte 1987 die Matura in Salzburg. Von  1989 bis 1991 war er an der Bayerischen Staatslehranstalt für Photographie in München tätig. 1997 folgte ein sechswöchiger Aufenthalt in Mexiko-Stadt und im Jahr darauf jeweils ein  vierwöchiger Aufenthalt in Sofia und Tel Aviv. Von 1999 bis 2000 war er Artist in Residence in Mexico (La Panaderia). Im Jahre  2000 erhielt Thaler ein Schütte-Lihotzky-Stipendium. Seit 2001 betrieb er ein Auslandsatelier (BKA) in Japan (Fujino). 2003/04 war er „Artist in Residence“ in Paris. Er lebt in Wien.